# Arturo Iglesias Paiz
Arturo Iglesias Paiz (Concordia, 19 de abril de 1899 - Buenos Aires, 1966) fue un militar argentino. Fue el último gobernador del Territorio Nacional de Formosa (entre 1950 y 1955) y comisionado federal durante los meses de transición en el que el Territorio Nacional de Formosa se convirtió en la provincia de Formosa.

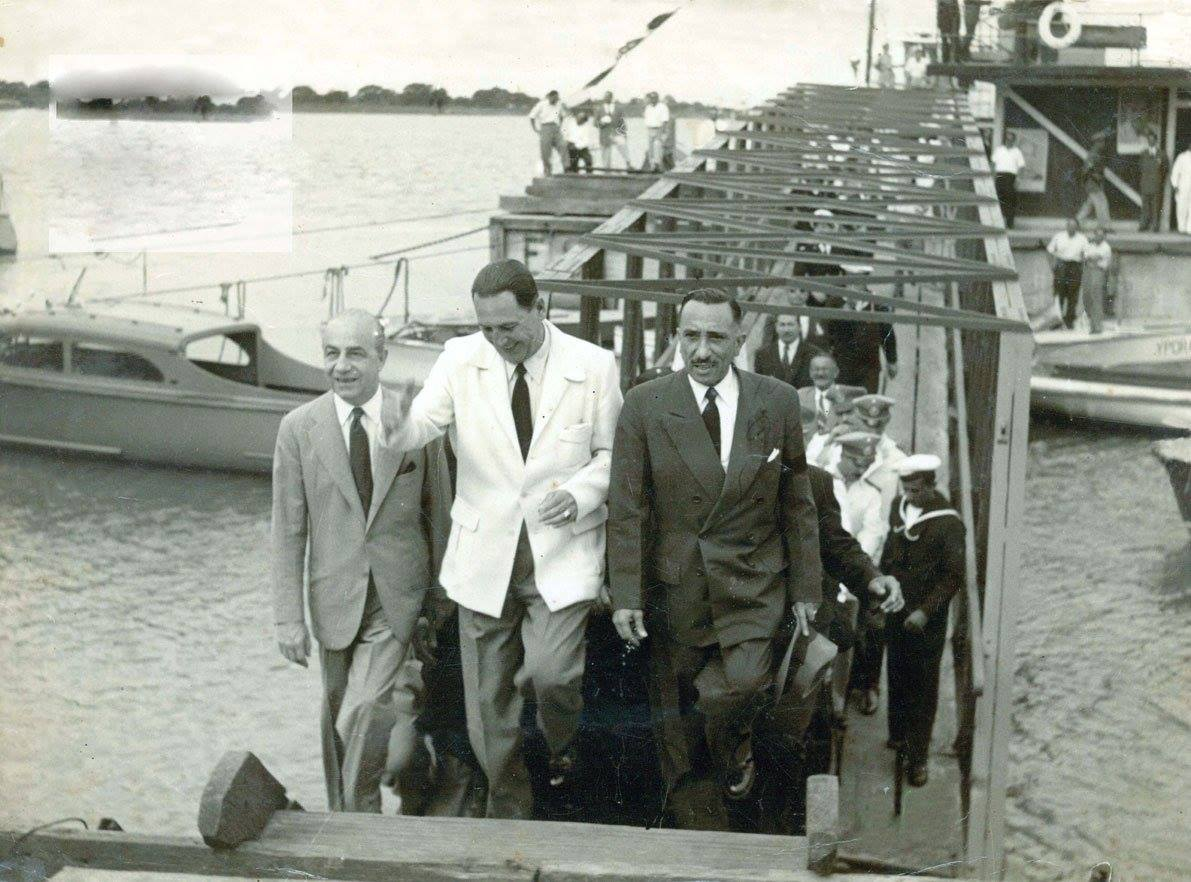
Arturo Iglesias Paiz recibe en Formosa al presidente Perón y a Jeronimo Remorino, ministro de relaciones exteriores. 2 de octubre de 1953.

## Biografía
Arturo Iglesias Paiz era hijo de Juan Daniel Iglesias (argentino) y de Secundina Paiz (argentina, ama de casa).[cita requerida]
Se enroló en el Ejército Argentino en 1916.[cita requerida] En 1930 se casó con la catamarqueña María Esther Ortega Argüelles (n. 1910). El 31 de diciembre de 1945 fue ascendido de teniente coronel a coronel.
En 1950 ―viviendo en la ciudad de Formosa― se retiró del ejército. Ese mismo año, el presidente Juan Domingo Perón ―atendiendo a las protestas de los formoseños, que se quejaban de que Perón hubiera elegido como gobernador a un miembro de la oligarquía terrateniente ganadera, Rolando de Hertelendy― nombró a Iglesias Paiz gobernador del entonces Territorio Nacional de Formosa. El 28 de junio de 1955 se promulgó la Ley Nacional n.º 14.408, que convirtió el Territorio Nacional de Formosa en provincia. durante su gobernación se realizó el ensanchamiento y pavimentación de las principales arterías de la capital provincial, entre ellas E San Martín, calle de Los Turcos, Moreno, Padre Patiño, Buenos Aires, Tucumán, Artes, avenida 9 de Julio, bulevar del Oeste, se crearon plazas, numerosas escuelas, y fomentó el trato hacia el aborigen. Además de dar impulso a la industria taninera en el interior provincial, lo que duplicó su producción en seis años.
Otro hecho importante durante su gobierno, fue la gestión que inició ante el Vicario de la diócesis de Resistencia, Monseñor José Alumni, de que se declare Patrona Celestial del territorio de Formosa, a la Virgen del Carmen, otorgado el 30 de agosto de 1954 por el Papa Pío XII.
De acuerdo con el artículo 19 de la ley, el presidente de la Nación tenía la responsabilidad de nombrar en el cargo de «comisionado federal» (todavía no gobernador) a una persona con la capacidad suficiente para responder a la propuesta «que Perón escuchara, emocionado y atento, en la voz de Vicente Arcadio Salemi». Perón eligió al exgobernador del territorio, coronel (retirado) Arturo Iglesias Paiz.
De acuerdo con el artículo 20 de la ley, el flamante comisionado federal nombró como ministro de Gobierno al señor Horacio R. Obregón por decreto n.º 1/1955 ―ese decreto fue el primer documento que se emitió con el membrete de «Provincia de Formosa»―.

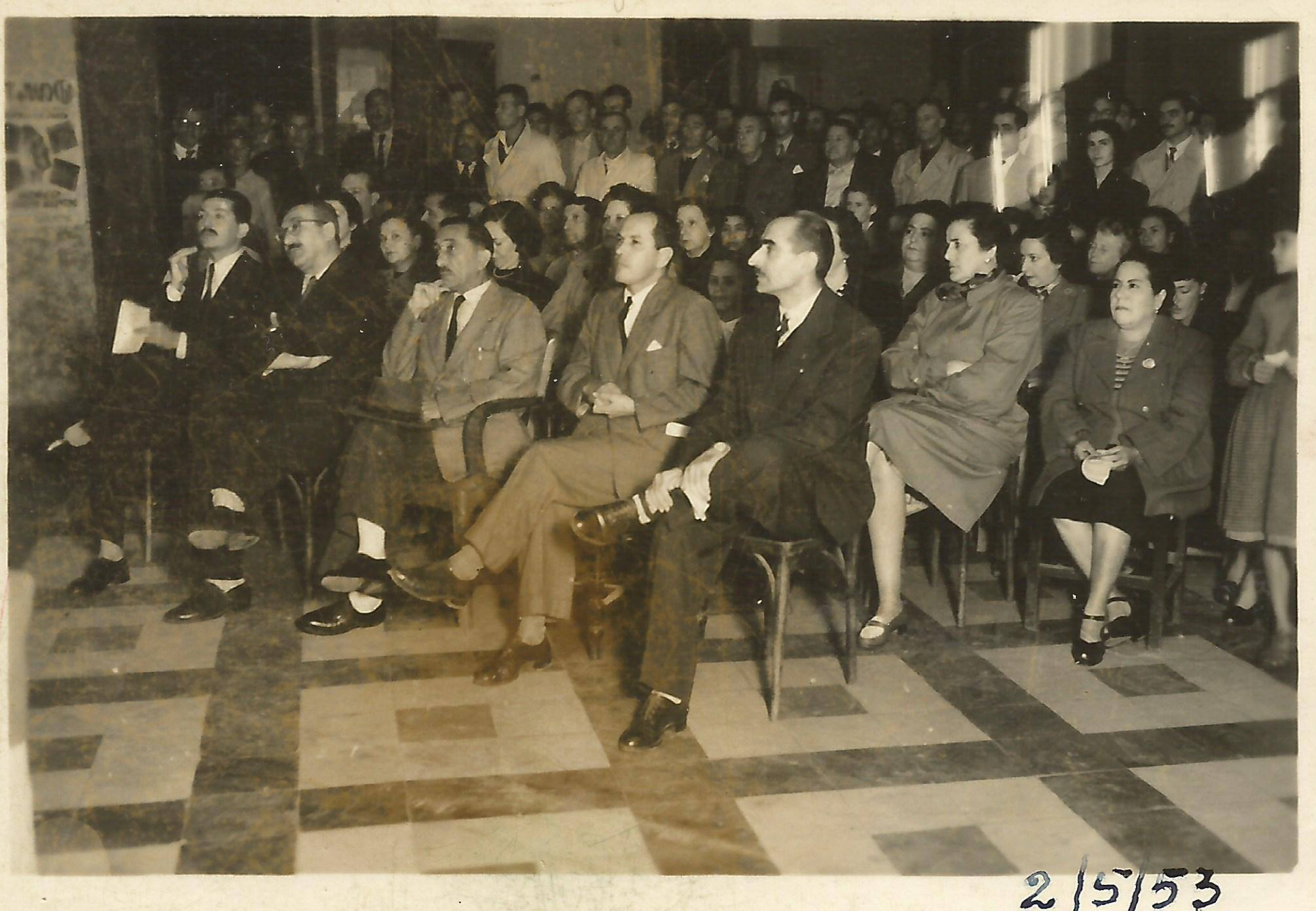
Arturo Iglesias Paiz sentado junto a Antenor Gauna en el Primer curso de capacitación y adoctrinamiento Peronista, presidido por el por entonces gobernador de Formosa. 2 de mayo de 1953.

Iglesias Paiz completó su gabinete designando ministro de Economía al señor Rafael María Menéndez, y como ministro de Asuntos Sociales al señor Vicente Arcadio Salemi, «quien tuvo la responsabilidad ―por su competencia en el área de Cultura y Educación― de asegurar la educación primaria, como requisito del artículo 5 de la Constitución Nacional, para que el Gobierno federal garantice el goce y ejercicio de sus instituciones». Designó subsecretario de Fomento al señor Oscar Ianelli.

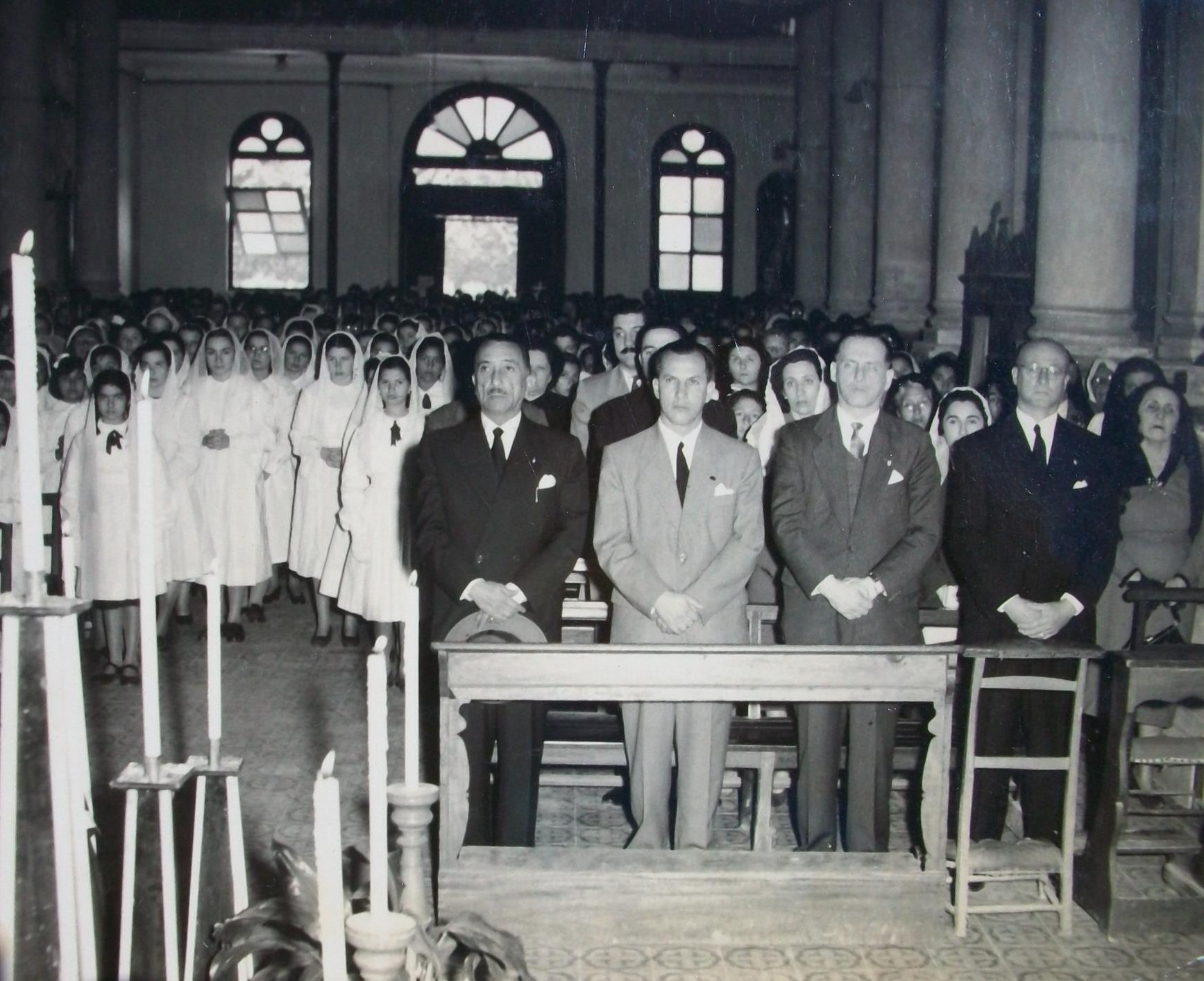
El gobernador Arturo Iglesias Paiz y Antenor Gauna en la misa por Eva Perón realizada el 11 de septiembre de 1952 en la iglesia de Nuestra Señora del Carmen

El 11 de agosto de 1955, Oscar Carlos Iladoy fue nombrado jefe de la Policía de la provincia. Mediante el decreto n.º 2/1955, Iglesias Paiz confirmó en sus cargos a los comisionados municipales mayor (retirado) Isaac Mann (de la ciudad de Formosa), Rolando de Hertelendy (de la ciudad de Clorinda), Juan Pastrana (de la ciudad de Pirané), Antonio Mayuli (de Pozo del Tigre), y Julio Sosa (de Las Lomitas).
Iglesias Paiz siguió siendo gobernador, pero 80 días después, el 16 de septiembre de 1955, la dictadura autodenominada Revolución Libertadora intervino la flamante provincia y lo echó de su puesto.
Arturo Iglesias Paiz se mudó con su familia a Buenos Aires, donde falleció en 1965.